# 辽宁益胜雪狼篮球俱乐部
辽宁益胜雪狼的前身成立于2011年，该俱乐部由南京军区政治部和江苏悦达集团合作共建，是继八一男篮后解放军组建的第二支男子篮球俱乐部。目前参加全国男子篮球联赛（NBL）。

## 历史
南京军区男子篮球队曾在军内外享有盛誉。自1953年组建以来，曾获全国男篮锦标赛、全国“篮协杯”等多项冠军，向国家队和八一队输送了一大批优秀人才。2003年因全军编制体制调整，南京军区男子篮球队被撤销。
2010年9月，为进一步推动部队篮球运动发展，适应国家篮球竞赛需要，促进部队篮球运动正规化和市场化，南京军区体育训练中心重新筹备组建了男子篮球队，并由国有大型企业江苏悦达集团冠名，合作成立南京军区悦达篮球俱乐部。2011年8月6日，南京军区悦达篮球俱乐部揭牌仪式在南京举行
2018年從东部陆军更名為合肥原创。2020年更名為「佛山功夫小子」。2023年4月，辽宁益胜收购佛山功夫小子，更名为辽宁益胜雪狼并迁至辽宁。

## 历史战绩
| 赛季 | 常规赛排名 | 季后赛 | 备注 |
| ---- | ---------- | ------ | ---- |
| 2011 | 小组赛     | -      |      |
| 2012 | 8          | 八强   |      |

## 球馆
| 赛季 | 球馆               | 城市     | 座位数 |
| ---- | ------------------ | -------- | ------ |
| 2012 | 扬州市体育馆       | 扬州     |        |
| 2013 | 溧水体育公园体育馆 | 南京溧水 | 3750   |

## 主教练
| 执教时间         | 姓名   | 备注 |
| ---------------- | ------ | ---- |
| 2011-2012        | 马跃南 |      |
| 2013-2014, 2016– | 张子凯 |      |
| 2015             | 梁伟   |      |